# Скантеја (Јаши)
Скантеја (рум. Scânteia) насеље је у Румунији у округу Јаши у општини Скантеја. Oпштина се налази на надморској висини од 148 m.

## Становништво
Према подацима из 2002. године у насељу је живело 4242 становника, од којих су сви румунске националности.

### Хронологија
| Година       | 1992 | 1993 | 1994 | 1995 | 1996 | 1997 | 1998 | 1999 | 2000 | 2001 | 2002 | 2003 | 2004 | 2005 | 2006 | 2007 | 2008 | 2009 | 2010 | 2011 | 2012 | 2013 | 2014 | 2015 | 2016 | 2017 |
| ------------ | ---- | ---- | ---- | ---- | ---- | ---- | ---- | ---- | ---- | ---- | ---- | ---- | ---- | ---- | ---- | ---- | ---- | ---- | ---- | ---- | ---- | ---- | ---- | ---- | ---- | ---- |
| Становништво | 4223 | 4175 | 4145 | 4121 | 4166 | 4249 | 4284 | 4302 | 4398 | 4441 | 4532 | 4557 | 4593 | 4641 | 4666 | 4706 | 4702 | 4727 | 4776 | 4864 | 4904 | 4976 | 5085 | 5268 | 5819 | 6795 |